# ファサー郡
ファサー郡（ペルシア語: شهرستان فسا）とは、イランのファールス州の郡である。郡中心市はファサー。2016年当時の人口は205,187人、61,509世帯。